# Crangonyx alpinus
Crangonyx alpinus är en kräftdjursart som beskrevs av Edward Lloyd Bousfield 1963. Crangonyx alpinus ingår i släktet Crangonyx och familjen Crangonyctidae. Inga underarter finns listade i Catalogue of Life.